# Дюкський університет
Дюкський університет (англ. Duke University) вимовляється / dju ː k ˌ ju ː nɪ'vɜ ː sətɪ /) — приватний університет, розташований в місті Дарем, Північна Кароліна, США.
Заснований методистами і квакерами в 1838 році. 1924 року зусиллями тютюнового промисловця і мецената Джеймса Дюка університет отримав нове ім'я на честь його покійного батька Вашингтона Дюка.
Медична, юридична та бізнесова школи університету розташовані в рейтингу серед 15 найкращих університетів США. Крім академічних, наукових і спортивних досягнень університет славиться величезним кампусом з архітектурними пам'ятниками в неоготичному стилі, зокрема Дюкською каплицею. Навколишній ліс приховує близькість кампуса від ділової частини Дарема. На 35 км2 розташувалися три кампуси в Даремі та морська лабораторія в Бофорті. Протягом останніх п'яти років було реконструйовано Східний кампус, споруджений в георгіанському стилі, основний західний кампус, виконаний в неоготичному стилі та медичний центр, що прилягає до нього.

## Історія

### Заснування
Історія Дюкського університету починається з приватної школи «Brown's Schoolhouse», що була заснована 1838 року в окрузі Рендольф, на території, де зараз розташовується місто Триніті. Brown's Schoolhouse була заснована Об'єднаним інститутським співтовариством (the Union Institute Society), групою методистів і квакерів, згодом, 1841 року уряд Північної Кароліни підписав документ, за яким школа перейменовувалася в академію «Union Institute». 1851 року академія стала називатися «Normal College», а в 1859 році отримала назву «Trinity College» на знак подяки за підтримку, яку навчальному закладу надавала методистська церква. 1892 року «Trinity College» переїхав до міста Дарем, що стало можливим насамперед завдяки щедрим пожертвам Вашингтона Дюка та Джуліана С. Карра, впливових і шанованих методистів, які заробили свої статки на тютюновій промисловості. У 1896 році Вашингтон Дюк передав установі, згодом відомій як «Trinity College», пожертву на суму 100 000 дол., висунувши єдину умову: «коледж має відкрити свої двері жінкам і гарантувати їм повну рівність у правах із чоловіками».
1924 року син Вашингтона Дюка, Джеймс Б'юкенен Дюк, заснував фонд цільового капіталу «The Duke Endowment», пожертвувавши на нього 40 млн дол. США (434 млн дол. США в перерахунку на 2005 рік). Річний прибуток фонду мав розподілятися на потреби медичних установ, дитячих будинків, методистської церкви, трьох коледжів та коледжу «Trinity». Вільям Престон Фью, президент коледжу «Trinity», наполіг на тому, щоб навчальний заклад було перейменовано в Дюкський університет на знак подяки за щедрість меценатів, а також для того, щоб виділити університет з ряду інших коледжів, що носять найменування Trinity. Спочатку Джеймс Б. Дюк відхилив таку назву, оскільки побоювався, що перейменування буде виглядати як прояв честолюбства, проте згодом прийняв пропозицію пана Фью, з метою увічнити пам'ять про свого батька. Фінансування, що надходило з фонду, дозволило університетові швидко розвиватися. У 1925—1927 роках перший кампус Дюкського університету (Східний кампус) було перебудовано, на його території з'явилися будівлі в георгіанському стилі. На захід від першого кампусу (1,6 км) почали споруджувати новий, у неоготичному стилі, й до 1930 року було побудовано майже всі корпуси нового кампусу. Кульмінацією будівництва Західного кампусу стало зведення Дюкського Собору, що було завершене в 1935 році.

### Ріст і розвиток
1939 року інженерна справа, що викладалася в університеті з 1903 року, була виділено в окрему школу. 2 червня 1963 року Опікунська рада офіційно об'єднала коледж для студентів-бакалаврів з університетом. Пожвавлення студентського руху, яке відбувалося в 1960-х роках, спонукало Мартіна Лютера Кінга 13 листопада 1964 року виступити в університеті з промовою, присвяченою розвиткові руху за громадянські права.
Колишній губернатор Північної Кароліни, Террі Сенфорд, був обраний ректором в 1969 році. Саме він ініціював створення відомої сьогодні Школи бізнесу ім. Фукуа, завершив формування бібліотеки імені Вільяма Р. Перкінса та заснував Інститут суспільно-політичних наук (сучасна Школа громадської політики ім. Сенфорда). 1972 року Жіночий коледж знову об'єднався з «Trinity» як Коледж вільних мистецтв, у якому відтепер стали навчатися і чоловіки, і жінки. У 1970-х роках адміністрація Дюкського університету розпочала тривалу роботу за зміцнення репутації навчального закладу як усередині країни, так і за її межами. Особлива увага була зосереджена на міждисциплінарній роботі, а також на збільшенні відсотка представників меншин серед викладачів і студентів. Медичний центр Дюкського університету було закінчено в 1980 році, а будівництво приміщення для студентського союзу завершилося двома роками пізніше. У 1986 році чоловіча футбольна команда здобула перемогу в першому для університету чемпіонаті Національної асоціації студентського спорту, а чоловіча баскетбольна команда принесла перемогу в чемпіонатах 1991, 1992, 2001 та 2010 років.

### Сучасний етап
Невпинне зростання університету та його академічна спрямованість сприяли зміцненню репутації закладу. Команда Університету регулярно брала участь у відомій математичній олімпіаді «William Lowell Putnam Mathematical Competition» і здобувала в 1993, 1996 і 2000 роках титул найкращої студентської команди з математики в США і Канаді. Команда Дюка в останні роки тримається в п'ятірці лідерів.
Не припинялося будівництво на кампусі. У 1994 році було відкрито науково-дослідний центр Левіна, призначений для проведення міждисциплінарних досліджень.
У 1998 році президент університету розпочав кампанію із залучення коштів, яка завершилася в 2003 році й принесла 2,36 млрд дол., ставши найуспішнішою кампанією в історії. У 2002 і 2006 роках три студенти отримали престижну стипендію Родса, тільки один університет перевершив цей показник за два роки. Всього 42 студента в історії університету одержали стипендію Родса, 21 з них — за останні 15 років.

## Кампус
Університету належать 220 будівель і 35 км2 землі, 29 з яких вкриті лісом (Дюкський ліс). Кампус має чотири основні зони: західний, східний і центральний кампуси, а також медичний центр. Між кампусами курсують безкоштовні автобуси. Університету належать 15 акрів землі на атлантичному узбережжі Бофорта. Однією з найважливіших пам'яток кампуса є сад імені Сари Дюк, закладений у 1930 році.
Студенти називають кампус «Готичною вітчизною», ця назва пояснюється неоготичною архітектурою Західного кампусу. Значна частина кампусу була спроектована Джуліаном Абелем — одним з перших визначних афроамериканських архітекторів. Житлові будинки вирізняються простішим стилем, на відміну від навчальних будівель, які демонструють вплив пізнього французького та італійського стилів. Призначений для першокурсників Східний кампус забудовано в георгіанському стилі.
Станом на листопад 2005 року, університет витратив 835 млн дол. на облаштування кампусу (34 великих проекти). З 2002 року споруджено нову бібліотеку, художній музей, футбольний спортивний комплекс, два житлові будинки, інженерний комплекс, інститут офтальмології, дві лабораторії генетики, студентську плазу та інші проєкти. Нові будівлі отримали школа бізнесу, школа медперсоналу та юридична школа.

### Бібліотеки та музей
Бібліотечна система університету Дюка, у фондах якої зберігаються понад 6 мільйонів томів, входить до першї десятки найбільших бібліотек приватних дослідницьких університетів у США. Крім того, у фондах зберігаються 17 700 000 рукописів, 1,2 млн (громадських) документів та десятки тисяч фільмів і відеозаписів. Бібліотечна система включає основний бібліотечний комплекс ім. Вільяма Перкінса, бібліотеки Форда (школи бізнесу), бібліотеку «Divinity School», Юридичну бібліотеку Гудсана та бібліотеку медичного центру.
Художній музей Нашера відкрився в 2005 році й зберігає понад 13 тисяч творів мистецтва, у тому числі роботи Енді Воргола, Берклі Л. Гендрікса, Крістіана Маркля, Даріо Робліто і Кари Волкер. Музей було названо на честь Реймонда Нашера, випускника Дюкського університету. Будівля музею була спроектована Рафаелем Віньолі, це будівництво обійшлося в 23 мільйони доларів.

### Західний, Східний і Центральний кампуси
Західний кампус, серце Дюкського університету, відведений для другокурсників, хоча крім них там навчається (і \ або проживають) частина студентів інших курсів. На території цього кампусу розташовується також велика кількість адміністративних і навчальних будівель. У центрі (головного) західного кампусу розташовується Дюкська каплиця, багато житлових будинків розташовані в південній частині кампусу, основний навчальний блок, що включає бібліотеку та медичний центр, розташований у північній частині. Площа кампусу становить 720 акрів. На його території розташований також «Science Drive», комплекс наукових та інженерних будівель. Декілька їдалень та спортивних споруд, включаючи давній баскетбольний стадіон «Cameron Indoor Stadium», розташовані в західній частині.

## Відомі випускники
- Ганс Георг Демельт — німецько-американський фізик, лауреат Нобелівської премії з фізики у 1989 р.
- Роберт Колман Річардсон — американський фізик, лауреат Нобелівської премії з фізики в 1996 р.
- Чарлз Гард Таунс — американський фізик, лауреат Нобелівської премії з фізики в 1964 р.
- Рікардо Лаґос — 33-й президент Чилі з 11 березня 2000 по 11 березня 2006 року.
- Річард Ніксон — 37-й президент США (1969—1974), 36-й віцепрезидент США (1953—1961).
- Елізабет Доул — американський політик, сенатор США від штату Північна Кароліна з 2003 по 2009 рік.
- Хуаніта Морріс Крепс — американський економіст і політик, перша жінка-міністр торгівлі США (1977—1979).
- Кеннет Стар — американський юрист, незалежний прокурор, федеральний суддя. Обвинувач у справі про імпічмент президента США Клінтона. Людина року за версією журналу «Тайм». Президент Університету Бейлор у Вако.
- Кара ДіоГуарді — автор відомих пісень американських поп-виконавців.
- Карлос Бузер — гравець НБА, команди «Чикаго Буллз».
- Джаред Гарріс — британський актор.
- Лі Даррелл — письменниця, натураліст, телеведуча.

## Відомі професори
- Пітер Егр — американський біолог, медик
- Джон Бардін — американський фізик
- Ганс Бете — німецький фізик-теоретик
- Макс Борн — німецький фізик-теоретик.
- Ганс Георг Демельт — німецько-американський фізик
- Гертруда Белл Елайон — американський біохімік та фармаколог
- Джозеф Стігліц — американський економіст
- Мігель Ніколеліс — американський фізіолог
- Фредерік Джеймсон — американський філософ
- Джеррі Гаф — американський політолог
- Ден Аріелі — американський маркетолог